# 日下弘文
日下 弘文（くさか ひろふみ）は日本の小説家・シナリオライター。ライトノベルを主に執筆している。

## 来歴
デビュー作品は『無敵王トライゼノン』の外伝小説あたる『無敵王トライゼノン ZP』。PS2ソフト『此花2 〜届かないレクイエム〜』のシナリオも手がけている。『トワ・ミカミ・テイルズ』をはじめ、ファンタジー世界での戦記などシリアス系の作品が多い。

## 作品一覧

### 小説
富士見ファンタジア文庫刊
- 無敵王トライゼノン ZP（イラスト：ヤスダスズヒト、全3巻）
- トワ・ミカミ・テイルズ（イラスト：宮城、全6巻）
  - トワ・ミカミ・テイルズ1 国なしの皇子、乱国に起ちて
  - トワ・ミカミ・テイルズ2 月翳り、災厄の始まりの地へ
  - トワ・ミカミ・テイルズ3 蒼き破壊の陽、東の地より昇る
  - トワ・ミカミ・テイルズ4 双子の女神、自由の国にこぞりて
  - トワ・ミカミ・テイルズ5 聖剣の光あれ、結界の森の深奥に
  - トワ・ミカミ・テイルズ6 希う、聖皇の志、世々にいたるまで
- ぱんもろっ!（イラスト：水月悠、全1巻）
- 000のエレナ（イラスト：克優希、全3巻）
- Chrome Closed Chronicle -クロム・クローズド・クロニクル-（イラスト：黒銀、全3巻）

### ゲーム
- 此花2 〜届かないレクイエム〜（メーカー：サクセス） - シナリオ担当